# Piper pilovarium
Piper pilovarium är en pepparväxtart som beskrevs av Truman George Yuncker. Piper pilovarium ingår i släktet Piper och familjen pepparväxter. Inga underarter finns listade i Catalogue of Life.